# Dillhoffia
Dillhoffia és un gènere extint i monotípic d'angiosperma. La seva única espècie és Dillhoffia cachensis de l'Eocè, trobada a la Colúmbia Britànica del Canadà i a l'estat de Washington. Sembla que els fruits eren transportats pel vent.